# Ben Thatcher
Benjamin David “Ben” Thatcher (Swindon, 30 novembre 1975) è un ex calciatore inglese naturalizzato gallese, di ruolo difensore.

## Biografia
Nel gennaio del 2000, durante la partita Wimbledon-Sunderland, colpì con una gomitata l'avversario Nicky Summerbee: il colpo, sfuggito agli occhi dell'arbitro, gli causò una squalifica di due giornate affibbiatagli grazie alla prova televisiva.
Il 23 agosto 2006, durante la partita Manchester City-Portsmouth, commise una violenta infrazione nei confronti dell'avversario Pedro Mendes: una vera e propria carica a tutta velocità, con l'aggiunta di una gomitata sul mento, che venne giudicata da alcuni analisti il fallo «più brutto della storia del calcio». In stato semi-cosciente, tanto da richiedere ossigeno in campo, dopo lo scontro Mendes subì una crisi epilettica durante il trasferimento in ospedale, da cui viene dimesso il giorno dopo sempre sotto supervisione medica.
Dopo quell'intervento, per il quale fu curiosamente solo ammonito, Thatcher venne sospeso dai Citizens per sei settimane - in cui non ricevette lo stipendio - e subì una squalifica di otto giornate.
Insolite furono le circostanze che posero fine alla sua carriera: Thatcher militava nell'Ipswich Town, squadra che aveva da poco introdotto una regola interna secondo cui i propri calciatori dovevano abitare al massimo a mezz'ora di distanza dal campo d'allenamento. Thatcher invece continuò a vivere nel Surrey, a circa a due ore e mezza di macchina da Ipswich, e di conseguenza il 26 febbraio 2010 il suo allenatore Roy Keane gli rescisse il contratto.

## Statistiche

### Cronologia presenze e reti in nazionale
| Cronologia completa delle presenze e delle reti in nazionale ― Galles | Cronologia completa delle presenze e delle reti in nazionale ― Galles | Cronologia completa delle presenze e delle reti in nazionale ― Galles | Cronologia completa delle presenze e delle reti in nazionale ― Galles | Cronologia completa delle presenze e delle reti in nazionale ― Galles | Cronologia completa delle presenze e delle reti in nazionale ― Galles | Cronologia completa delle presenze e delle reti in nazionale ― Galles | Cronologia completa delle presenze e delle reti in nazionale ― Galles |
| Data                                                                  | Città                                                                 | In casa                                                               | Risultato                                                             | Ospiti                                                                | Competizione                                                          | Reti                                                                  | Note                                                                  |
| --------------------------------------------------------------------- | --------------------------------------------------------------------- | --------------------------------------------------------------------- | --------------------------------------------------------------------- | --------------------------------------------------------------------- | --------------------------------------------------------------------- | --------------------------------------------------------------------- | --------------------------------------------------------------------- |
| 31-3-2004                                                             | Budapest                                                              | Ungheria                                                              | 1 – 2                                                                 | Galles                                                                | Amichevole                                                            | -                                                                     | 33’ 53’                                                               |
| 27-5-2004                                                             | Oslo                                                                  | Norvegia                                                              | 0 – 0                                                                 | Galles                                                                | Amichevole                                                            | -                                                                     |                                                                       |
| 30-5-2004                                                             | Wrexham                                                               | Galles                                                                | 1 – 0                                                                 | Canada                                                                | Amichevole                                                            | -                                                                     |                                                                       |
| 18-8-2004                                                             | Riga                                                                  | Lettonia                                                              | 0 – 2                                                                 | Galles                                                                | Amichevole                                                            | -                                                                     |                                                                       |
| 8-9-2004                                                              | Cardiff                                                               | Galles                                                                | 2 – 2                                                                 | Irlanda del Nord                                                      | Qual. Mondiali 2006                                                   | -                                                                     | 63’                                                                   |
| 9-10-2004                                                             | Manchester                                                            | Inghilterra                                                           | 2 – 0                                                                 | Galles                                                                | Qual. Mondiali 2006                                                   | -                                                                     |                                                                       |
| 13-10-2004                                                            | Cardiff                                                               | Galles                                                                | 2 – 3                                                                 | Polonia                                                               | Qual. Mondiali 2006                                                   | -                                                                     |                                                                       |
| Totale                                                                |                                                                       | Presenze                                                              | 7                                                                     |                                                                       | Reti                                                                  | 0                                                                     |                                                                       |